# Helio Vera
Helio Vera (Villarrica, 1946-Asunción, 25 de marzo de 2008) fue un escritor, abogado, editorialista y periodista paraguayo. Era columnista del diario ABC Color y publicó varios libros a lo largo de su carrera.

## Su vida
Helio Vera se desempeñó como reportero en los primeros años de ABC Color y luego de trabajar en otros medios, se reincorporó como columnista y editorialista. Se lanzó al mundo literario en la década de 1980 con ensayos y cuentos críticos y jocosos sobre la cultura paraguaya.  Como escritor y periodista se ganó un merecido prestigio, gracias a su talento y a su estilo mordaz distintivo. Empleaba en sus obras un lenguaje directo y socarrón y había sido distinguido con varios premios, entre ellos el Premio “El Lector” a la mejor obra literaria de 1984, por "Angola y otros Cuentos"; el primer premio en el Concurso de Ensayos V Centenario, de 1988, organizado por el Instituto de Cooperación Iberoamericana y la Embajada de España, por el ensayo "Teoría y Práctica de la Paraguayología"; y el primer premio en el Concurso de Cuentos “Néstor Romero Valdovinos” de 1992, entre otros.
Paralelamente al periodismo, estudió Derecho y en 1975 se graduó como abogado en la Facultad de Derecho de la Universidad Nacional de Asunción. Aunque la abogacía no era el centro de su vida, realizó cursos de posgrado en Derecho Penal; en el 2008 presentó su tesis doctoral titulada “Tutela Penal de honor contra lesiones cometidas a través de los Medios de Comunicación”, publicada luego de su muerte. Por lo tanto, es doctor póstumo en Derecho. 
En política, fue un activo militante del Partido Revolucionario Febrerista (PRF), miembro pleno de la Internacional Socialista, inclusive su féretro llevó encima la bandera del PRF, también su imagen forma parte de la galería de Ilustres Febreristas dentro del Salón Mártires del Febrerismo en la Casa del Pueblo.
Fue iniciado en la Masonería en la Logia Aurora del Paraguay N.º 1, a cuyas tenidas asistía regularmente al momento de su deceso en su carácter de Maestro Masón.

## Obras
| Año  | Obras                                                                |
| ---- | -------------------------------------------------------------------- |
| 1984 | Angola y otros cuentos                                               |
| 1990 | En busca del hueso perdido.                                          |
| 1994 | Diccionario contrera                                                 |
| 1997 | Antiplomo. Manual de lucha contra los pesados                        |
| 1998 | Tradición y modernidad                                               |
| 2002 | Carta política de la República del Paraguay, de Lomborio I, el Breve |
| 2004 | La paciencia de Celestino Leiva.                                     |
| 2005 | Trofeos de la guerra y otros cuentos picarescos                      |
| 2006 | Plagueos, ensayos y otros divagues                                   |
| 2006 | Voces del Olimpo I                                                   |
| 2007 | Diccionario del paraguayo estreñido                                  |
| 2007 | Voces del Olimpo II                                                  |
| 2007 | La hondita impaciente                                                |
| 2007 | El cangrejo inmortal                                                 |
| 2009 | La casa blanca                                                       |
| 2010 | El país de la sopa dura. Tratado de paraguayología II                |

## Premios y distinciones
- Segundo  Premio en el Concurso Internacional de Cuentos del diario "Mayoría"  de Buenos Aires, año 1975, por el cuento Regino.
- Premio "El Lector" a la mejor obra literaria de 1984, por Angola y otros Cuentos;

- Primer premio en el Concurso de Ensayos V Centenario, de 1988, organizado por el Instituto de Cooperación Iberoamericana y la Embajada de España en Asunción, por el ensayo Teoría y Práctica de la Paraguayología;
- Los “12 del Año”, edición 1990, distinción otorgada anualmente por Radio Primero de Marzo.
- Primer premio en el Concurso de Cuentos «Néstor Romero Valdovinos» del diario Hoy, de 1992, por el cuento Destinadas;

- Segundo Premio en el Concurso Internacional de Cuentos organizado por la Caja de Pensiones de Salamanca, en 1995, España, por el cuento La Paciencia de Celestino Leiva;

- Mención especial del Premio Nacional de Literatura del Paraguay, 1999, por Antiplomo. Manual de Lucha contra los Pesados;

- Mención especial del Premio Nacional de Literatura del Paraguay, 2005, por La Paciencia de Celestino Leiva;

- Mención especial del Premio Nacional de Literatura del  Paraguay, 2006, por “La   Paciencia de Celestino Leiva”

- Premio Municipal de Literatura,  por el libro “La Paciencia  de Celestino Leiva”, 2007.

- Helio vera "En busca del Hueso perdido", 2003.

En su homenaje una  Biblioteca  de la ciudad de Encarnación  lleva el nombre: “Helio Vera”, el genio del “País de Jauja”.
La promoción 2008 de graduados  de la Facultad  de Ciencias Jurídicas de la U.C.A  de Villarrica llevó su nombre.
El Ministerio de Educación y Cultura, decretó que todas las promociones de graduados del año 2008, llevaran el nombre de “Helio Vera”

## Últimos días
Falleció el 25 de marzo de 2008 en el Sanatorio Santa Clara de Asunción, donde estaba internado desde hacía varios días, tras ser sometido a una cirugía debido a una embolia cerebral que sufrió a mediados de mes. Su situación se había complicado debido a una arritmia, la diabetes y la hipertensión arterial que padecía. Fue enterrado el 26 de marzo de 2008, con una bandera paraguaya y del Partido Revolucionario Febrerista